# Hauke Wahl
Hauke Finn Wahl (* 15. April 1994 in Hamburg) ist ein deutscher Fußballspieler.

## Karriere
Wahl zog früh mit seiner Familie in den Kreis Stormarn und war dort für den Witzhaver SV und den TSV Trittau aktiv. Außerdem spielte er Handball, entschied sich aber, dem Fußball den Vorzug zu geben.
Ab der C-Jugend im Alter von 13 Jahren besuchte Wahl ein Sportinternat in Schwerin und spielte für Eintracht Schwerin, ab 2010 für die A-Jugend von Dynamo Dresden. Von Januar 2012 bis Sommer 2013 spielte er für die U-19 von Holstein Kiel (KSV); danach war er für das in der 3. Liga spielende Profiteam zusammen mit Manuel Hartmann Stammspieler in der Innenverteidigung. Im August 2015 wurde Wahl vom Zweitligisten SC Paderborn 07 mit einem Dreijahresvertrag ausgestattet.

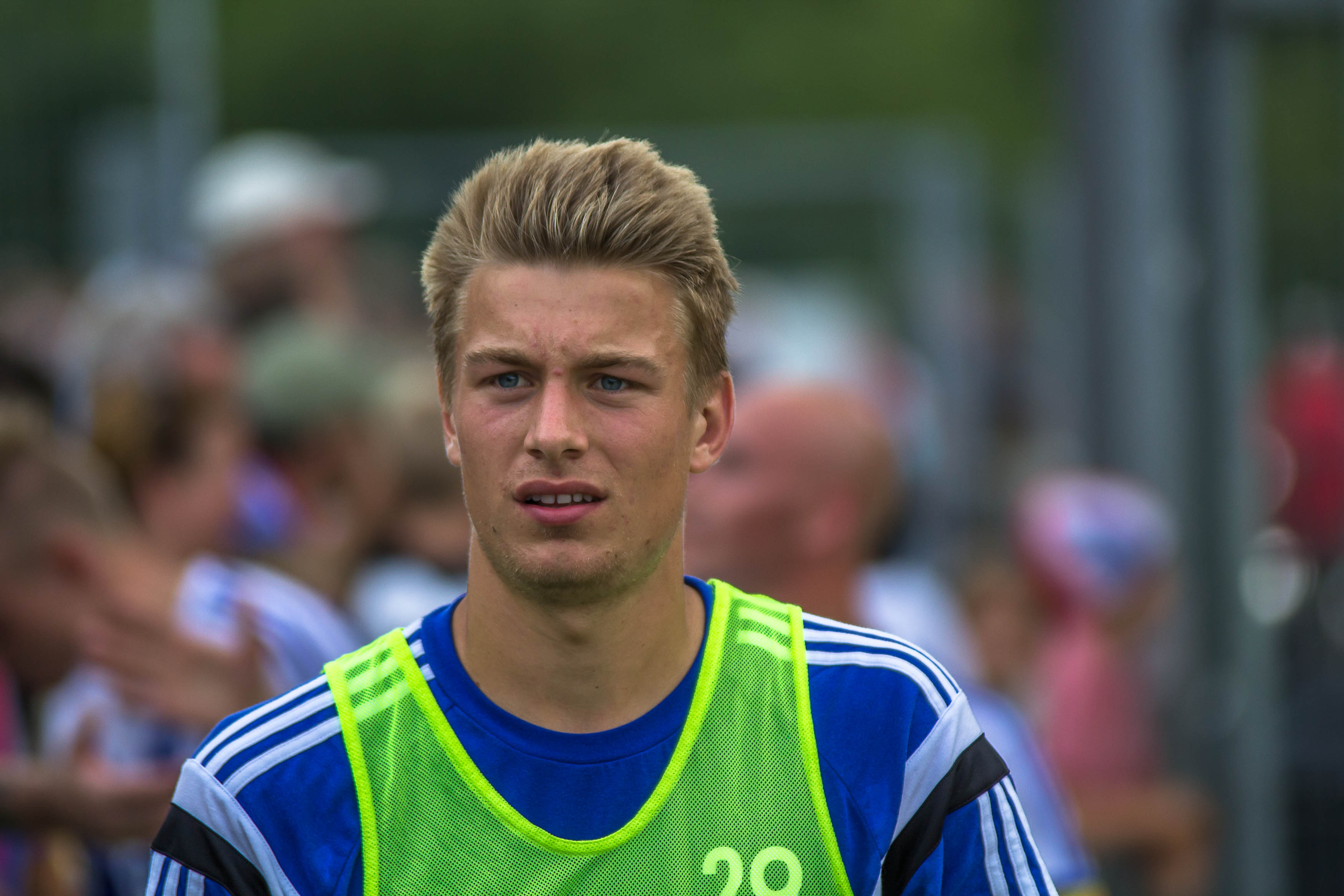
Hauke Wahl bei Holstein Kiel (2014)

Im Juni 2016 wechselte Wahl zum Erstligisten FC Ingolstadt 04. Sein Vertrag lief bis 30. Juni 2019. Nachdem er in der Hinrunde der Saison 2016/17 nur einmal in der zweiten Mannschaft zum Einsatz gekommen war, wurde er in der Winterpause bis Saisonende an den 1. FC Heidenheim ausgeliehen.
Vor der Spielzeit 2018/19 kehrte Wahl zum mittlerweile zweitklassigen KSV zurück. Nachdem Wahl im Januar 2022 am Pfeifferschen Drüsenfieber erkrankte, stand er am 28. August 2022 beim 1:0-Sieg gegen Sandhausen erstmals wieder in der Startelf.
Nach fünf Spielzeiten bei Holstein, von denen er vier Mannschaftskapitän war, wechselte er zur Saison 2023/24 zum Ligakonkurrenten FC St. Pauli in seine Geburtsstadt.

## Titel
- Deutscher Zweitligameister und Aufstieg in die Bundesliga: 2024

## Trivia
Zusammen mit Torge Paetow führt er den Podcast Weiches Holz.